# 波亞納布倫基鄉

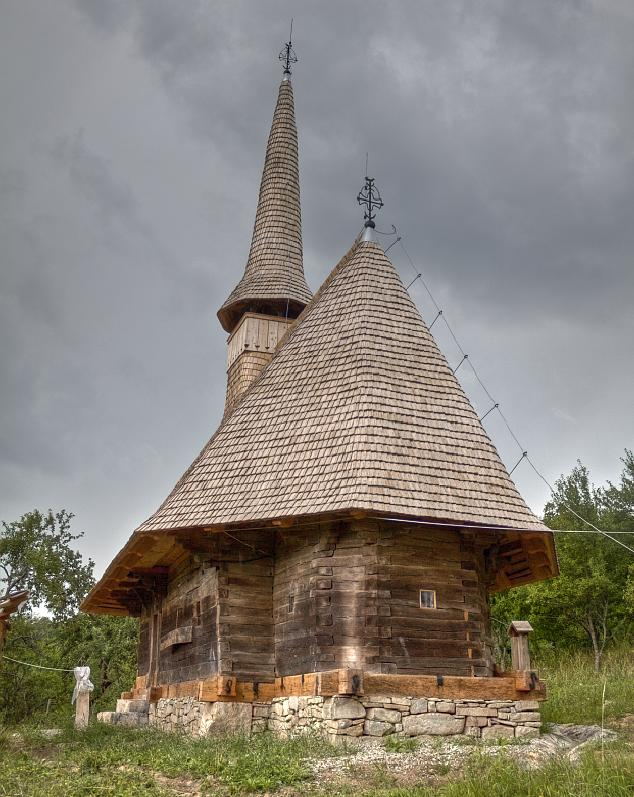

47°18′N 23°45′E / 47.300°N 23.750°E
波亞納布倫基鄉（羅馬尼亞語：Comuna Poiana Blenchii, Sălaj），是羅馬尼亞的鄉份，位於該國西北部，由瑟拉日縣負責管轄，面積53平方公里，海拔高度252米，2007年人口1,266，人口密度每平方公里24人。